# Trzcianne (gmina)

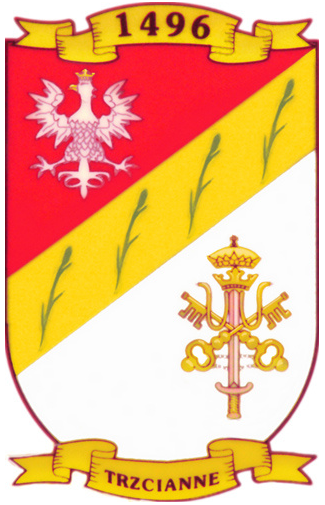
Logo gminy Trzcianne

Trzcianne – gmina wiejska w województwie podlaskim, w powiecie monieckim. W latach 1975–1998 gmina położona była w województwie łomżyńskim, na obrzeżach Biebrzańskiego Parku Narodowego.
Siedziba gminy to Trzcianne.
Według danych z 30 czerwca 2018 gminę zamieszkiwało 4333 osób.

## Historia

### I wojna światowa (1915–1919)
Gminę Trzcianne z siedzibą w miasteczku Trzciannem utworzono podczas I wojny światowej w powiecie białostockim z części obszaru zniesionej rosyjskiej gminy Przytulanka oraz z części rosyjskiej gminy Krypno.

### II Rzeczpospolita (1919–1939)
Po odrodzeniu państwa polskiego gmina należała do powiatu białostockiego w woj. białostockim.
Według Powszechnego Spisu Ludności z 1921 roku gminę zamieszkiwało 7.783 osoby, wśród których 6307 było wyznania rzymskokatolickiego, 17 prawosławnego a 1459 mojżeszowego. Jednocześnie 6342 mieszkańców zadeklarowało polską przynależność narodową, 2 białoruską, 1438 żydowską i 1 rosyjską. Na terenie gminy 1247 budynków mieszkalnych.
16 października 1933 gminę Trzcianne podzielono na 28 gromady: Bajki Stare, Boguszki, Brzeziny, Budy, Chojnowo, Czekołty, Giełczyn, Gugny, Karczak, Kołodzież, Krynice, Laskowiec, Łazy, Milewo, Mroczki, Niewiarowo, Nowa Wieś, Pisanki, Słomianka, Szafranki, Szorce, Trzcianne, Wiszowate, Zajki, Zalesie, Znoski, Zubole i Zucielec.

### PRL(1944–1954)
Po wojnie gmina należała do powietu białostockiego w woj. białostockim.
W dniu 1 lipca 1952 roku gmina była podzielona na 28 gromad: Bajki Stare, Boguszki, Brzeziny, Budy, Chojnowo, Czekołty, Giełczyn, Gugny, Karczak, Kołodzież, Krynice, Laskowiec, Łazy, Milewo, Mroczki, Niewiarowo, Nowa Wieś, Pisanki, Słomianka, Szafranki, Szorce, Trzcianne, Wiszowate, Zajki, Zalesie, Znoski, Zubole i Zucielec.
1 lutego 1953 zniesiono gromady Korczak (włączono ją do gromady Trzcianne) i Znoski (włączono ją do gromady Kołodzież).
1 kwietnia 1954 gmina Trzcianne weszła w skład nowo utworzonego powiatu monieckiego.
Gmina Trzcianne została zniesiona 29 września 1954 roku wraz z reformą wprowadzającą gromady w miejsce gmin.

### Po 1973 roku
Jednostkę odtworzono 1 stycznia 1973 roku po reaktywowaniu gmin. Gmina objęła nieco inny obszar niż przed 1954. Należące dawniej do gminy Trzcianne sołectwa Czekołdy, Kołodzież, Zalesie i Znoski weszły w skład gminy Mońki w powiecie monieckim, a sołectwa Łazy Duże i Słomianka weszły w skład gminy Tykocin w powiecie białostockim. Natomiast w skład gminy Trzcianne weszły: Wilamówka (przed 1954 w gminie Goniądz) i Boguszewo-Kolonie (przed 1954 w gminie Krypno). Łącznie nowa gmina Trzcianne objęła 22 z 28 sołectw sprzed 1954, czyli około 79%.
W latach 1975–1998 gmina położona była w województwie białostockim.
1 stycznia 2002 część gminy Trzcianne (wieś Szafranki o powierzchni 188,51 ha) włączono do gminy Tykocin w powiecie białostockim.

## Struktura powierzchni
Według danych z roku 2002 gmina Trzcianne ma obszar 331,64 km², w tym:
- użytki rolne: 43%
- użytki leśne: 22%

Gmina stanowi 23,99% powierzchni powiatu.

## Demografia

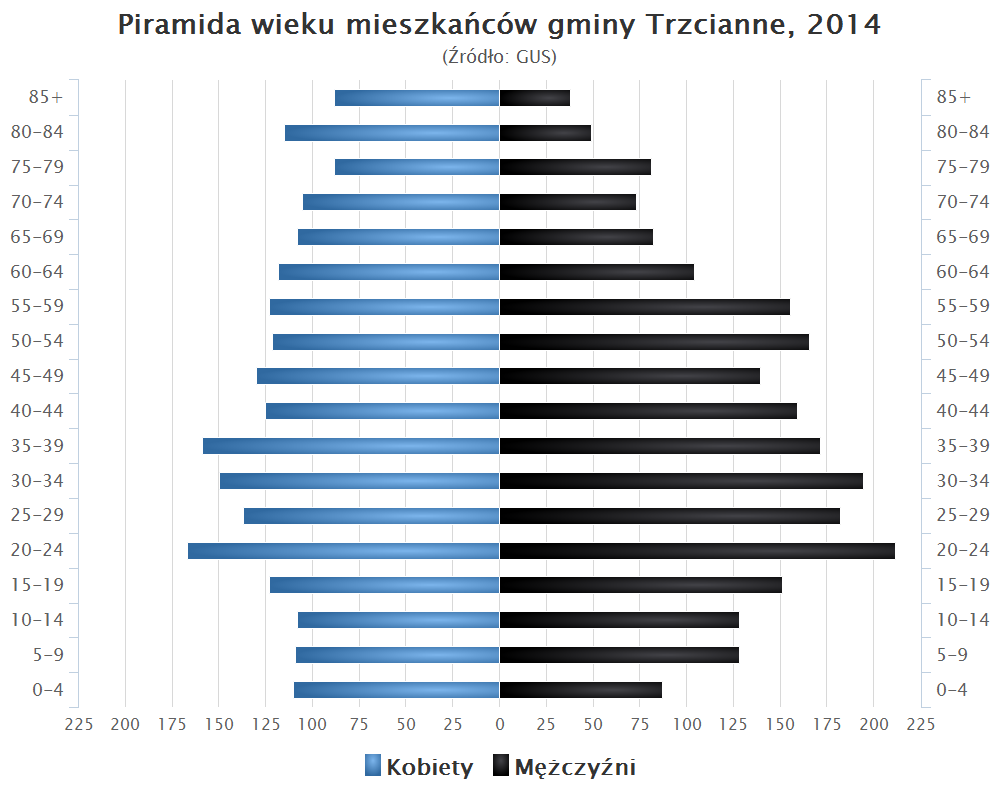
Piramida wieku mieszkańców gminy Trzcianne w 2014 roku

Dane z 30 czerwca 2017:
| Opis                              | Ogółem | Ogółem | Kobiety | Kobiety | Mężczyźni | Mężczyźni |
| --------------------------------- | ------ | ------ | ------- | ------- | --------- | --------- |
| Jednostka                         | osób   | %      | osób    | %       | osób      | %         |
| Populacja                         | 4367   | 100    | 2145    | 49,1    | 2222      | 50,9      |
| Gęstość zaludnienia [mieszk./km²] | 13,2   | 13,2   | 6,5     | 6,5     | 6,7       | 6,7       |

## Miejscowości

### Sołectwa
Boguszewo, Boguszki, Brzeziny, Chojnowo, Giełczyn, Kołodzieje, Krynica, Laskowiec, Milewo, Mroczki, Niewiarowo, Nowa Wieś, Pisanki, Stare Bajki, Szorce, Trzcianne, Wilamówka, Wyszowate, Zajki, Zubole, Zucielec.

### Pozostałe miejscowości
Budy, Dobarz, Gugny, Kleszcze, Korczak, Stójka.

## Sąsiednie gminy
Goniądz, Jedwabne, Krypno, Mońki, Radziłów, Tykocin, Wizna, Zawady